# Éraville
Éraville korábbi község Franciaországban, Charente megyében. Lakosainak száma 203 fő (2018. január 1.). Éraville Birac, Bonneuil, Bouteville, Châteauneuf-sur-Charente és Malaville községekkel határos.
2017. január 1-jén négy másik korábbi községgel egyesült és az így létrejött Bellevigne új község része lett.

## Népesség
A település népességének változása:
| Lakosok száma | 202  | 183  | 186  | 192  | 177  | 215  | 213  | 208  | 216  | 203  |
|               | 1968 | 1975 | 1982 | 1990 | 1999 | 2011 | 2013 | 2015 | 2017 | 2018 |